# Dean Butterworth
Dean "Deano" Butterworth es un baterista nacido el 26 de septiembre de 1976 en Rochdale, Lancashire (Inglaterra). Tocó la batería para el cantante Morrissey, hasta ser contratado como reemplazo por Billy Martin, guitarrista de la banda Good Charlotte, luego de que Chris Wilson fuese despedido.
Fue el baterista oficial de la banda, desde el 2007 hasta 2025.
Se trasladó a vivir a Estados Unidos a los 6 años, y empezó a aprender a tocar la batería a los 13. Se sabe que es un buen chef y que tiene mucha habilidad para hacer platos finos.
Al ser el más grande de la banda, siempre bromea con que él es el padre de los integrantes del grupo.
También grabó en estudio Lies for the Liars, disco de la banda de post hardcore The Used aunque solo fue en estudio.

## Discografía
Ben Harper
- The Will to Live (1997)
- Burn to Shine (1999)

Donavon Frankenreiter
- Donavon Frankenreiter (2004)

Morrissey
- You Are The Quarry (2004)

Good Charlotte
- Good Morning Revival (2007)
- Greatest Remixes (2008)
- Cardiology (2010)

The Used
- Lies for the Liars (2007)
- Shallow Believer (2008) (Solo los tracks 1-3, 5, 7-8 y 10-11)

Cute Is What We Aim For
- Rotation (2008)

- Datos: Q1200169
- Multimedia: Dean Butterworth / Q1200169